# Zabłocie (województwo pomorskie)
Zabłocie (kaszb. Zabłocé lub Bùkòwi Gôj, niem. Buchwald) – mała kolonia w Polsce położona na Równinie Słupskiej w województwie pomorskim, w powiecie słupskim, w gminie Ustka.
Osada wchodzi w skład sołectwa Zaleskie. 
W latach 1975–1998 miejscowość administracyjnie należała do województwa słupskiego.

## Nazwa
Nazwa jest tzw. chrztem nazewniczym i ma charakter pseudotopograficzny. Powstała od wyrażenia przyimkowego za błotem. Niemiecka nazwa Buchwald, wzmiankowana po raz pierwszy w 1863, ma charakter topograficzny i jest złożeniem dwóch członów-nazw pospolitych: Buche „buk” i Wald „las”.
Rada Języka Kaszubskiego proponuje kaszubską formę nazwy Zabłocé.